# Aeropuerto de San Pedro

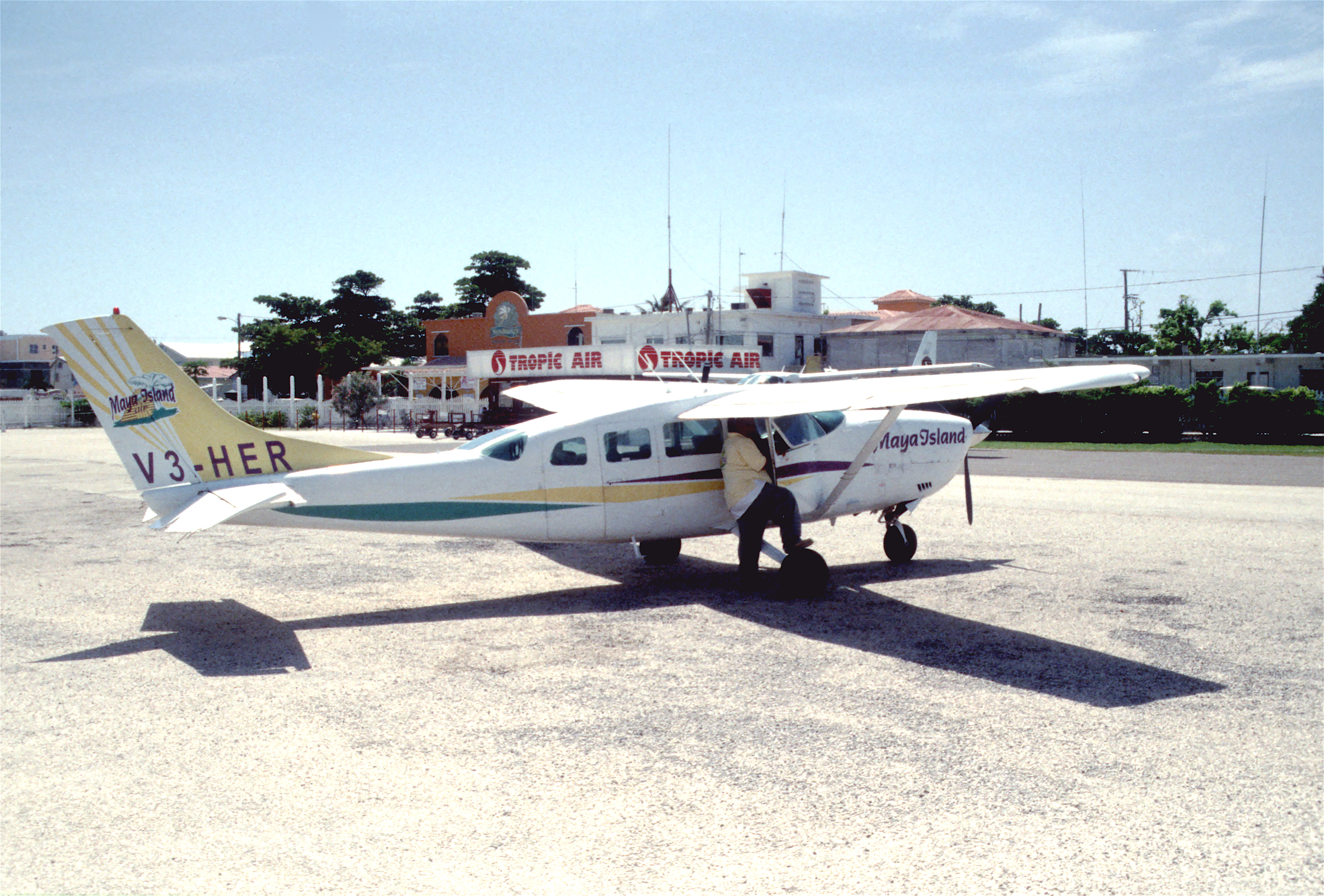
Cessna 207A Stationair de Maya Island Air (V3-HER) en el Aeródromo de San Pedro.

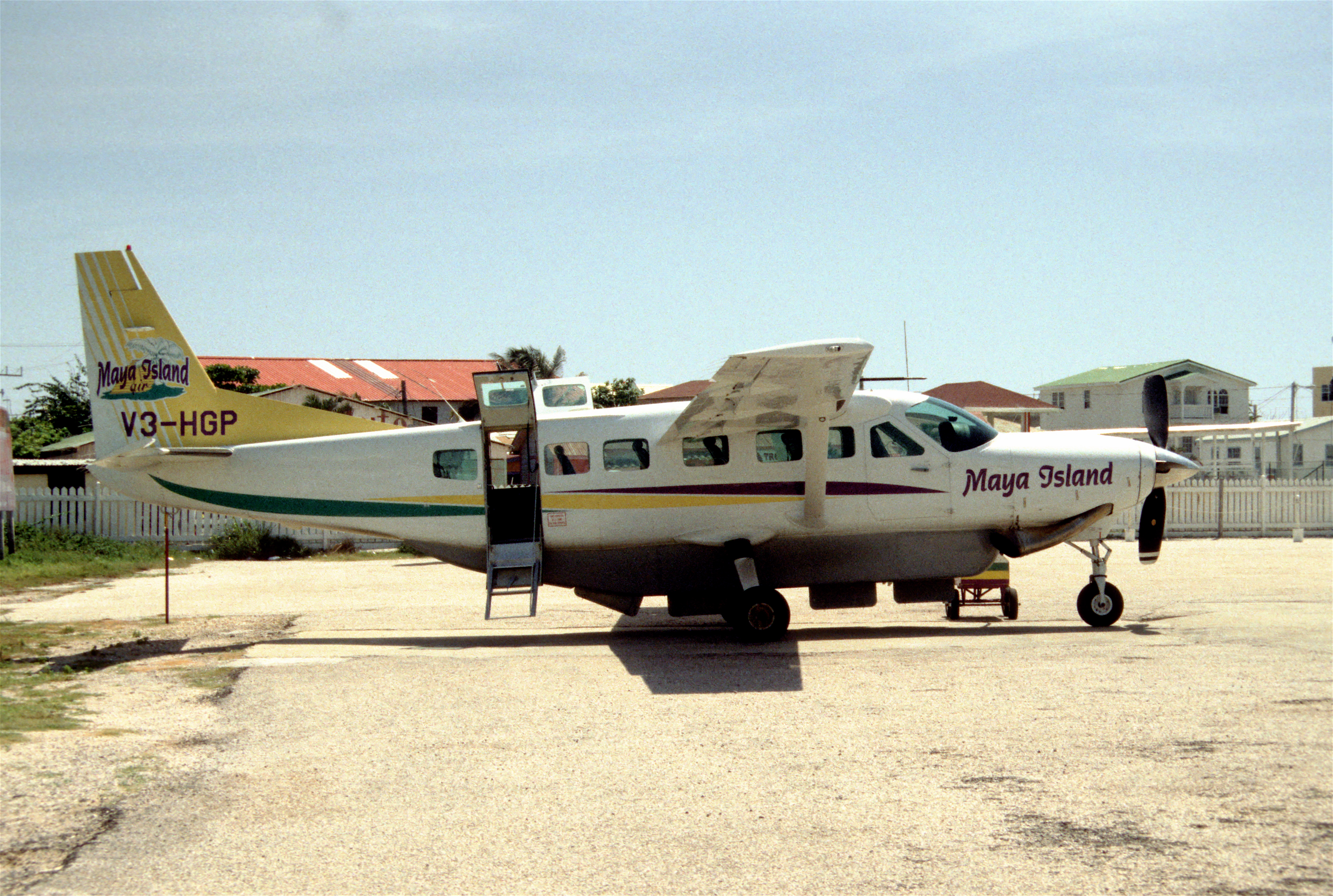
Cessna 208-B Grand Caravan de Maya Island Air (V3-HGP) en el Aeródromo de San Pedro.

El Aeropuerto de San Pedro  (en inglés: San Pedro Airport)  (IATA: SPR) 
es un aeropuerto que sirve a la localidad de San Pedro y al Cayo Ambergris, ambos lugares en el país centroamericano de Belice. El aeropuerto cuenta con instalaciones de mantenimiento y terminales , así como pista de aterrizaje pavimentada y marcada.
Las empresas Maya Island Air y Tropic Air ofrecen vuelos al Aeropuerto Internacional de Belice, al Aeropuerto Municipal de Belice, Cayo Caulker, Cayo Chapel y Corozal. Hay servicios chárter con los helicópteros de Astrum.